# Ángela
 (срп. Анхела) мексичка је теленовела, продукцијске куће Телевиса, снимана 1998.

## Синопсис
Анхела Бељати је млада учитељица која живи са болесном мајком Делијом и дадиљом Франсиском. У вези је са Хулијаном Ариспеом, кога сматра савршеним мушкарцем, ни не слутећи да је он вара са њеном најбољом пријатељицом Хименом. Анхела се често свађа са мајком, која не одобрава њену везу са Хулијаном, јер не жели да јој ћерка буде повређена као што је била она у младости. Иако планира венчање, Анхелини снови падају у воду када коначно сазна за Хулијанову и Хименину аферу. У међувремену, Делијино стање се погоршава и она умире, али пре смрти открива ћерки да се жена која ју је раздвојила од њеног оца зове Емилија Сантиљана Ролдан и да је то заправо њена тетка.
Анхела се над мајчином смртном постељом заклиње да ће пронаћи тетку и натерати је да плати за то што је њеног оца одвојила од мајке. Она из родног села креће у велики град у којем живи префињена Емилија, иначе власница велике фабрике и неколико рудника. Анхела тражи посао у њеној империји и на крају бива примљена као управница рудника. У истом граду живи Маријано Баутиста, млади инжењер који ради у руднику злата чији су власници Емилија и стари Фелисијано Виљануева. Иако се у почетку слажу као пас и мачка, Анхела и Маријано временом схватају да су заљубљени једно у друго. И баш када се чини да се срећа осмехнула Анхели, она схвата да је свој осветнички план оставила по страни и одлучује да крене у акцију, несвесна да би због освете на коцку могла ставити све, чак и Маријанову љубав.

## Улоге
| Глумац                | Улога                    |
| --------------------- | ------------------------ |
| Анхелика Ривера       | Анхела Бељати            |
| Хуан Солер            | Маријано Баутиста        |
| Жаклин Андере         | Емилија Сантиљана        |
| Патрисија Навидад     | Химена Чавез             |
| Хуан Пелеас           | Умберто Гаљардо          |
| Игнасио Лопес Тарсо   | дон Фелисијано Виљануева |
| Ана Мартин            | Делиа Белати             |
| Аурора Молина         | Франсиска Осуна          |
| Ана Берта Лепе        | Лоренса Чавез            |
| Оливија Бусио         | Јоланда Ривас            |
| Мануел „Флако“ Ибањес | Рамиро                   |
| Ернесто Годој         | Бруно Лисарага           |
| Росанхела Балбо       | Естер Лисарага           |
| Арсенио Кампос        | Оскар Лисарага           |
| Џоана Бенедек         | Каталина Лисарага        |
| Росана Сан Хуан       | Сусана Чавес             |
| Јоланда Сијани        | Ортенсија Солорсано      |
| Хари Гејтнер          | Хулијан Арисапе          |
| Рене Касадос          | Алфонсо Молина           |
| Карлос Браћо          | Салвадор Батиста         |
| Наташа Дупејрон       | Марија Молина            |
| Росио Гаљардо         | Клара Гарсија            |
| Едуардо Ривера        | Еметерио Гонзалес        |
| Луз Марија Зетина     | Дијана Гаљардо           |
| Исаура Еспиноза       | Норма Молина             |